# Daniił Burkienia
Daniił Siergiejewicz Burkienia (ros. Даниил Сергеевич Буркеня; ur. 20 lipca 1978 w Aszchabadzie) – rosyjski lekkoatleta, trójskoczek, trzykrotny olimpijczyk (2000, 2004, 2008), w tym medalista olimpijski z 2004 roku.
Przez pierwsze lata kariery Burkienia startował głównie w skoku w dal, osiągając nieliczne wartościowe wyniki:
- zwycięstwo w Superlidze Pucharu Europy w Lekkoatletyce (Brema 2001)
- 5. miejsce podczas Mistrzostw Europy (Monachium 2002)

Przed sezonem 2004 Burkienia postanowił postawić na trójskok co pomogło mu sięgnąć po większe sukcesy:
- brązowy medal Igrzysk Olimpijskich (Ateny 2004)
- 2. miejsce w Światowym Finale IAAF (Monako 2004)
- 5. miejsce na Pucharze Świata w Lekkoatletyce (Ateny 2006)

## Rekordy życiowe
- skok w dal – 8,31 (2001)
- trójskok – 17,68 (2004)